# セスナ サイテーション・ラティチュード
デイトナビーチ国際空港から離陸するサイテーション・ラティチュード
- 用途：ビジネスジェット
- 設計者：セスナ
- 製造者：セスナ
- 初飛行：2014年2月18日
- 生産数：32+ (2016年6月現在)[1][2]
- ユニットコスト：16,250,000 USドル以下[3]
- 原型機：サイテーション・ソヴリン（英語版）

セスナ サイテーション・ラティチュード（Cessna Citation Latitude） (モデル680A）は、アメリカのセスナ社が開発した中型ビジネスジェット機である。製造はカンザス州ウィチタで実施されている。サイテーション・ソヴリン (モデル680）を原型にしており、2015年6月に連邦航空局（FAA）によって認定された。

## 設計と開発
サイテーション・ラティチュードは2011年10月に発表された。それは、サイテーション・XLS +よりも大きな航空機としてローンチされ、サイテーション・ソヴリンよりも安価であった。座席数は9でプラット・アンド・ホイットニー・カナダ PW306Dターボファンエンジンを搭載する。サイテーション・ラティチュードは十字形の尾翼と全金属製胴体を特徴とする。
プロトタイプは、カンザス州ウィチタで2014年2月18日に初飛行した。セスナは2015年6月8日にFAAの認定を達成したことを発表した。

## 運用
顧客への出荷は2015年第3四半期に始まり、2016年の終わりまでに引き渡されていた。最初の顧客はネットジェッツで、150機が発注された。

## 軍用型

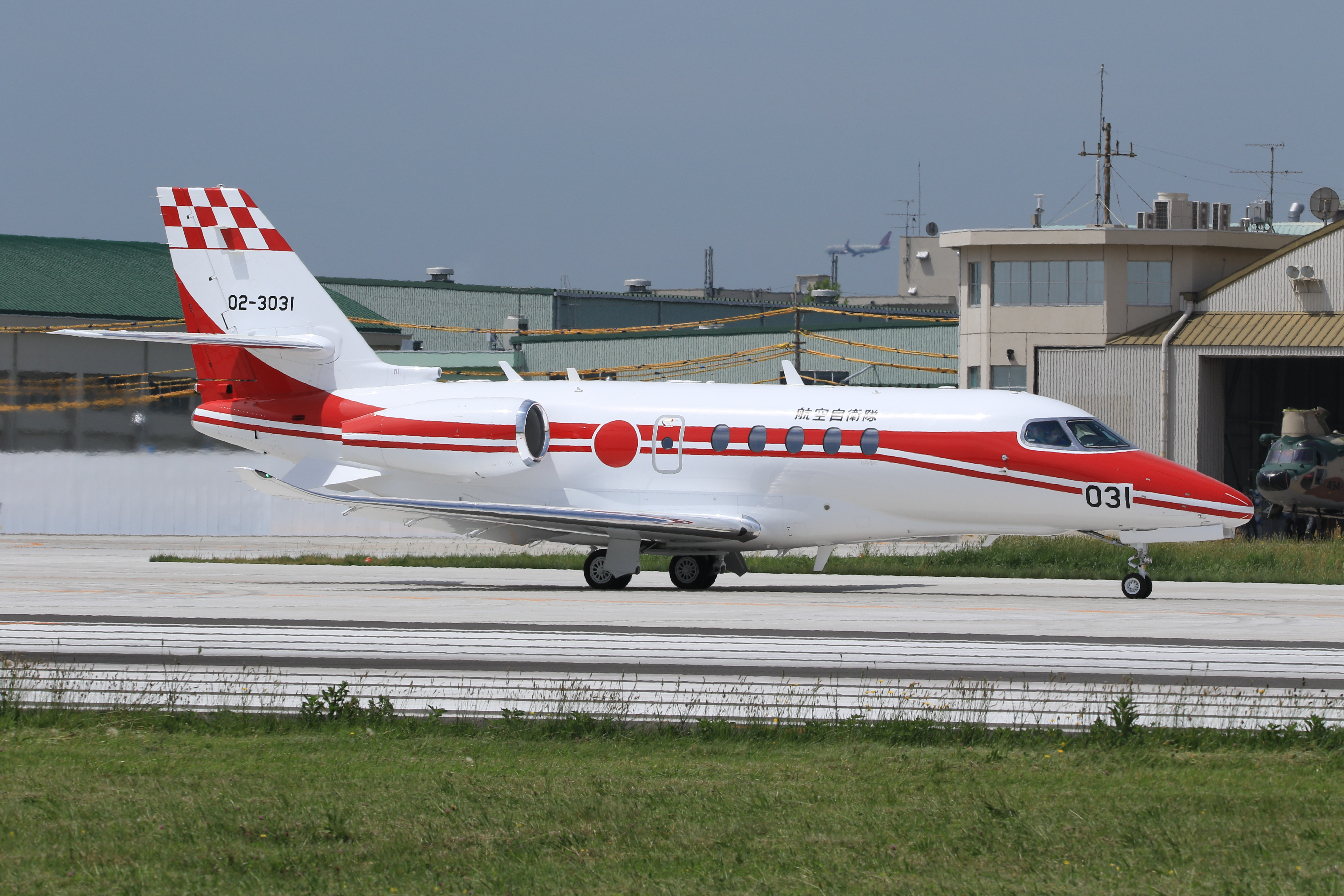
飛行点検隊のU-680A

2016年12月には航空自衛隊の飛行点検機である老朽化したYS-11FCの後継と2016年の事故で損耗したU-125の代替選定において、680Aは低価格ながら十分な機体性能、対地警報装置が地図情報と連動し不要な警報が鳴らないなどのアビオニクスが評価され、ボンバルディア チャレンジャー650とダッソー ファルコン2000Sを破り選定された。費用は機体購入費が3機で約108.7億円、予備エンジン費と定期交換部品費として約5億円、3機による20年分の燃料取得経費として約20.4億円などとされている。
2020年3月21日  U-680A 2機が入間基地に到着。26日、自衛隊に納入された。2021年1月20日 3機目が入間基地に到着した。

## 仕様
出典: Cessna
諸元
- 乗員: 2名
- 定員: 9人
- 全長: 18.97 m （62 ft 3 in）
- 全高: 6.38m （20 ft 11 in）
- 翼幅: 22.05m（72 ft 4 in）
- 翼面積: 50.4m2 （543平方フィート）
- 空虚重量:  （18,656 lb）
- 有効搭載量: 14,084 kg （31,050 lb）
- 最大離陸重量: 13,971 kg （30,800 lb）
- 動力: プラット・アンド・ホイットニー・カナダ PW306D ターボファンエンジン、26.28 kN （5,907 lb）  × 2
- 燃料容量: 1,700 gal

性能
- 巡航速度: 826 km/h （513 mph） 446 kn
- 航続距離: 5,278 km （3,280 mi） 2,850 nmi
- 実用上昇限度: 14,000m （45,000 ft）

- アビオニクス: ガーミンG5000（英語版）